# Manuel Jimenes
Manuel José Jimenes González (Baracoa, Capitanía General de Cuba, 14 de enero de 1808 - Puerto Príncipe, Segundo Imperio de Haití, 22 de diciembre de 1854) Fue un militar y político dominicano. Presidente de la República Dominicana en el período 1848-1849. Su hijo Juan Isidro Jimenes también ocupó la presidencia del país.
Durante su mandato, Manuel Jimenes enfrentó crecientes dificultades para mantener el control del poder. Entre sus decisiones más controvertidas se encuentra la disolución del cuerpo de infantería del Ejército, con el objetivo de que sus miembros se dedicaran a labores agrícolas. Esta medida, junto con su resistencia al retorno de algunos miembros del movimiento trinitario —a pesar de haberles otorgado una amnistía general—, provocó el descontento entre sus partidarios.
En 1849, una tercera invasión haitiana fue repelida con éxito por el expresidente Pedro Santana, quien logró recuperar el prestigio político que había perdido. Con el apoyo del Ejército, Santana se sublevó contra el gobierno de Jimenes, desencadenando una breve pero intensa guerra civil. Tras su derrota, Jimenes se vio obligado a exiliarse.
El 5 de agosto de 1849 se celebraron elecciones en las que Buenaventura Báez, entonces presidente del Congreso, fue elegido presidente con el respaldo de Santana. Posteriormente, Jimenes se trasladó a Haití, donde falleció en 1854.

## Orígenes y descendencia
Manuel Jimenes nació el 14 de enero de 1808 en Baracoa, Guantánamo, en el oriente de Cuba. Fue hijo de Juan Jimenes y Altagracia González, dominicanos exiliados tras la ocupación de Santo Domingo (hoy República Dominicana) por las tropas de Toussaint Louverture durante las guerras napoleónicas y la inestabilidad generada por la rebelión de esclavos en Haití. Durante ese periodo, se estima que aproximadamente 4,000 dominicanos emigraron a Cuba, 100,000 a Venezuela y otros tantos se establecieron en Puerto Rico y México. Muchos de estos exiliados y sus descendientes regresaron posteriormente a la isla.
Entre 1810 y 1812, siendo aún un niño, Jimenes regresó con su familia a Santo Domingo, donde sus padres recuperaron las propiedades que el gobierno de Louverture les había confiscado. En este entorno rural, recibió su educación y creció vinculado a las actividades económicas de su familia, que incluían negocios agrícolas, ganaderos y alambiques. Siguiendo esta tradición, también se dedicó a estos sectores productivos.
Según su descendiente José Antonio Jimenes Hernández, Manuel era un estudiante universitario y, de acuerdo con las notas del arzobispo Fernando Arturo de Meriño, incluso llegó a ser clérigo y estuvo a punto de ser ordenado sacerdote a la edad de 18 años.
El 19 de agosto de 1835 contrajo matrimonio en Santo Domingo con María Francisca Ravelo de los Reyes. De esta unión nacieron cinco hijos: María del Carmen, Isabel Emilia, María de los Dolores, Manuel María y Manuel de Jesús.

## Lucha por la independencia
Durante el período de dominación haitiana, Manuel Jimenes decidió involucrarse activamente en el movimiento por la independencia de la parte oriental de la isla. Se integró al grupo secreto La Trinitaria, fundado y liderado por Juan Pablo Duarte, cuyo objetivo era la separación definitiva del dominio haitiano. Identificado con las ideas liberales, Jimenes también se unió al Movimiento Reformista en 1843, una iniciativa que culminó con el derrocamiento del presidente haitiano Jean-Pierre Boyer. En ese entonces, participó en procesos electorales junto a sectores liberales haitianos que promovían reformas constitucionales como una vía para favorecer la causa dominicana.
Sin embargo, la llegada al poder de Charles Rivière-Hérard frustró dichas aspiraciones. El nuevo presidente emprendió una persecución sistemática contra los miembros de La Trinitaria. Como resultado, Duarte se vio forzado a exiliarse, mientras que Jimenes se vio obligado a ocultarse para evitar represalias.
Tras la expulsión de Duarte, los trinitarios continuaron impulsando el proyecto independentista. Bajo el liderazgo de uno de sus miembros más jóvenes, Francisco del Rosario Sánchez, reorganizaron el movimiento y establecieron una alianza estratégica con sectores conservadores encabezados por Tomás Bobadilla, lo que condujo a la redacción y firma del Acta de Independencia Dominicana, documento suscrito por figuras tanto liberales como conservadoras.
En la etapa final del proceso, los trinitarios lograron asegurar el respaldo de los regimientos 31 y 32 del ejército haitiano, dentro de los cuales destacaban los hermanos José Joaquín, Eusebio y Gabino Puello. Por encargo de Sánchez, Jimenes gestionó y obtuvo el apoyo del oficial Martín Girón, comandante de la guarnición apostada en la Puerta del Conde.
Todos estos esfuerzos confluyeron en los eventos del 27 de febrero de 1844, cuando se proclamó la independencia de la República Dominicana. Jimenes estuvo presente en el momento en que Matías Ramón Mella, otra figura clave del movimiento, disparó el célebre trabucazo en la Puerta del Conde, dando inicio oficial a la vida republicana dominicana.

## Junta Central Gubernativa
Tras la proclamación de la Primera República Dominicana, Manuel Jimenes asumió un papel destacado en la organización del nuevo Estado. Fue nombrado vicepresidente de la Junta Central Gubernativa, órgano provisional de gobierno, mientras que Francisco del Rosario Sánchez ocupó la presidencia interina. Durante este período, Jimenes también ejerció funciones como ministro de Guerra y Marina, así como ministro del Interior y Policía, desempeñando así un papel clave en la consolidación del aparato gubernamental naciente.
No obstante, en los primeros días del nuevo gobierno, se produjo una sublevación en la ciudad de Santo Domingo. Santiago Basora, un hombre negro libre, encabezó una revuelta en la región de Monte Grande, motivada por rumores que sugerían que el gobierno planeaba restablecer la esclavitud en la recién proclamada nación independiente. Esta insurrección tuvo lugar a pesar de que la abolición de la esclavitud ya había sido acordada por los líderes del movimiento separatista antes de la ruptura con Haití, decisión que quedó formalmente consignada en el Acta de Independencia Dominicana.
Con el objetivo de desmentir tales rumores y calmar la situación, Jimenes acompañó a Tomás Bobadilla para dialogar con los rebeldes y reafirmar el compromiso del nuevo gobierno con la libertad de los antiguos esclavizados. Como resultado de esta gestión, el 1 de marzo de 1844, el gobierno emitió un decreto que ratificaba de forma explícita la abolición de la esclavitud en el territorio nacional. En un gesto de reconciliación, los insurrectos recibieron un indulto oficial y fueron incorporados al Batallón Africano, unidad del Ejército dominicano compuesta por soldados de ascendencia africana.

## Ascenso a la presidencia

### Antecedentes
En el año 1848, el gobierno de Pedro Santana enfrentaba un creciente descontento popular, agravado por una severa crisis económica que afectaba a la recién proclamada República Dominicana. Las causas de esta crisis incluían los altos gastos militares destinados a repeler amenazas haitianas, una mala administración financiera, y una prolongada sequía que devastó la producción de tabaco, una de las principales fuentes de ingresos fiscales del Estado. La situación condujo a una devaluación del 250 % de la moneda nacional, lo que exacerbó el malestar social y político. A estas dificultades se sumó el conflicto entre el gobierno y la Iglesia, luego de que la Ley de Bienes Nacionales del 7 de julio de 1845 impidiera la restitución de propiedades confiscadas durante el régimen de Jean-Pierre Boyer.
La creciente oposición parlamentaria y la pérdida de apoyo dentro del propio Ejército minaron aún más la autoridad de Santana. En febrero de 1848, afectado física y emocionalmente por la situación, se retiró a su finca en El Seibo y delegó temporalmente el Poder Ejecutivo en un Consejo de Secretarios de Estado. Sin embargo, su ausencia del escenario político fortaleció a la oposición, que intensificó sus críticas en el Congreso, denunciando especialmente sus políticas económicas.
La pérdida de apoyo militar quedó en evidencia cuando Santana y el general Felipe Alfau intentaron destituir al coronel Tomás Troncoso bajo acusaciones de conducta indecorosa, pero no lograron reunir respaldo entre los soldados. El Consejo de Guerra que juzgó a Troncoso lo declaró inocente, lo que dejó claro que ni Santana ni Alfau gozaban ya de simpatía dentro del Ejército. Este episodio precipitó la renuncia formal de Santana el 4 de agosto de 1848, dejando el poder en manos del Consejo de Secretarios hasta el 8 de septiembre, fecha en la que Manuel Jimenes, entonces ministro de Guerra y Marina, fue proclamado segundo presidente constitucional de la República Dominicana.
Jimenes, exmiembro del movimiento La Trinitaria y defensor de ideales liberales, asumió el poder en momento delicado, marcado por divisiones internas y tensiones heredadas del gobierno anterior. Según el historiador Rufino Martínez, durante su mandato persiguió a algunos miembros del Congreso y sometió a Pedro Santana a juicio político, acusándolo de conspiración y traición a la patria. No obstante, Jimenes se mostró contrario a medidas violentas o represivas y se negó a respaldar actos que atentaran contra el orden público.
Su gobierno se caracterizó por una administración honesta, con una orientación liberal que buscaba estabilizar la nación en medio de múltiples desafíos estructurales heredados de sus predecesores.

### Políticas
Una de las primeras medidas adoptadas por el presidente Manuel Jimenes tras asumir el cargo fue la promulgación de un decreto de indulto el 26 de septiembre de 1848, dirigido a todos los revolucionarios exiliados que previamente habían sido declarados traidores a la patria, incluyendo a Juan Pablo Duarte. Sin embargo, Duarte decidió ignorar el indulto y no regresó al país. Además, la aplicación de esta medida fue selectiva, ya que a ciertos exiliados se les denegó el retorno, lo que generó fricciones y malestar entre sus seguidores y antiguos aliados políticos.
En el ámbito militar, Jimenes ordenó la disolución del cuerpo de Infantería del Ejército, con el propósito de que sus soldados retornaran a las labores agrícolas, promoviendo así la reactivación del sector agrícola en un momento de crisis económica.
En el plano internacional, su gobierno logró un avance diplomático significativo con la culminación de las gestiones de una misión dominicana en Europa, encaminada al reconocimiento internacional de la nueva república. Como resultado de estas gestiones, Francia reconoció oficialmente a la República Dominicana como un Estado libre e independiente, mediante la firma provisional de un tratado de paz, amistad, comercio y navegación, lo que representó un hito en la consolidación de la soberanía nacional.

### Invasión haitiana de 1849
Mientras aún se tramitaba la ratificación del tratado provisional con Francia, la República Dominicana fue objeto de una nueva agresión militar. El 9 de marzo de 1849, el emperador haitiano Faustín Soulouque lanzó una invasión a gran escala, cruzando la frontera dominicana al frente de un ejército de 15,000 hombres, acompañado por los principales comandantes militares de Haití. Las fuerzas invasoras lograron ocupar todas las ciudades fronterizas y establecieron su cuartel general en San Juan de la Maguana el 20 de marzo. Las fuerzas guerrilleras dominicanas, superadas en número y equipamiento, ofrecieron resistencia limitada ante el avance enemigo.
Ante la gravedad de la situación, el presidente Manuel Jimenes tomó la decisión de delegar temporalmente el poder en el Consejo de Secretarios de Estado, y se trasladó personalmente a la región sur del país para dirigir la campaña militar contra las tropas haitianas. Como parte de su estrategia defensiva, ordenó que los buques de guerra dominicanos, bajo el mando del general Juan Bautista Cambiaso, se desplazaran a aguas haitianas con el objetivo de infligir daños estratégicos al enemigo desde el mar.
No obstante, las fuerzas dominicanas sufrieron una serie de derrotas en San Juan de la Maguana, Azua y El Número, lo que agravó la situación militar. En vista de ello, el Congreso Nacional resolvió, el 2 de abril de 1849, otorgar el mando supremo de la defensa nacional al general Pedro Santana. Santana, al frente de un contingente de aproximadamente 6,000 soldados dominicanos, logró infligir una derrota decisiva al ejército haitiano en la Batalla de Las Carreras, librada en Azua entre el 19 y el 21 de abril de ese mismo año. Esta victoria marcó el fin de la tercera campaña haitiana contra la República Dominicana.
Durante su retirada, las tropas de Soulouque arrasaron las localidades por donde pasaban y perpetraron masacres contra la población civil, causando gran devastación en la zona fronteriza.

### Guerra civil
Manuel Jimenes intentó desautorizar a Pedro Santana dentro del Ejército, acusándolo de traidor a la patria y ordenándole entregar el mando del Ejército del Sur al general Antonio Duvergé. Sin embargo, Santana no reconoció esta orden y contó con el respaldo de los generales Merced Marcano, Juan Esteban Aybar, Bernardino Pérez y Matías Ramón Mella. Santana instruyó a sus tropas a no deponer las armas hasta que se estableciera un gobierno que respetara la Constitución y las leyes, lo que equivalió a declarar la rebelión contra Jimenes. En respuesta, Jimenes destituyó a Santana, pero el Congreso desautorizó esta acción y apoyó la marcha de Santana hacia la capital con el propósito de derrocarlo.
El 17 de mayo la ciudad de Santo Domingo fue declarada en estado de sitio. Se desató una breve pero intensa guerra civil, durante la cual la ciudad de San Carlos, fundada por emigrantes canarios en el siglo XVII, fue incendiada. La mediación internacional estuvo a cargo de los cónsules de Francia, Inglaterra y Estados Unidos, quienes intercedieron para resolver el conflicto. Finalmente, el 29 de mayo, Manuel Jimenes capituló ante el general Pedro Santana en el campamento de Güibia, renunciando formalmente a la presidencia de la República Dominicana. Posteriormente, se exilió, trasladándose primero a Puerto Rico, luego a Venezuela, después a Curazao y finalmente a Haití.

### Vida personal
Manuel Jimenes contrajo matrimonio por primera vez con María Francisca Ravelo de los Reyes el 19 de agosto de 1835, en la ciudad de Santo Domingo. De esta unión nacieron cinco hijos: María del Carmen, Isabel Emilia, María de los Dolores, Manuel María y Manuel de Jesús.
Posteriormente, el 21 de mayo de 1849, contrajo segundas nupcias con Altagracia Pereyra Pérez, con quien tuvo un hijo, Juan Isidro Jimenes Pereyra, quien años más tarde se destacaría como presidente de la República Dominicana en dos ocasiones, consolidando así el legado político de su padre.
Jimenes era conocido por su afición a las peleas de gallos, una actividad popular en la sociedad dominicana del siglo XIX. Falleció el 22 de diciembre de 1854 en Puerto Príncipe, Haití, país en el que se encontraba exiliado tras su salida del poder. Sus restos fueron repatriados en 1889 y trasladados al cementerio municipal de Monte Cristi, donde descansan actualmente.